# IT'S ONLY LOVE/SORRY BABY
『IT'S ONLY LOVE／SORRY BABY』（イッツ・オンリー・ラヴ／ソーリー・ベイビー）は、福山雅治の9枚目のシングル。1994年3月24日に発売された。発売元はBMGビクター。

## 解説
前作『All My Loving／恋人』からおよそ半年ぶりとなるシングル。
1993年10月から「SORRY BABY」が、1994年3月からは「IT'S ONLY LOVE」がダイドー「ブレンドコーヒー」CMソングに起用され、福山もCMに出演した。
オリコン週間シングルランキングで自身初の1位を獲得、4週連続1位となった。累計売上枚数はオリコン・日本レコード協会の集計ともにこちらも福山初となるミリオンセラーに認定された。福山のシングル別累計売上枚数では『桜坂』、『HELLO』に次ぐヒット作品となっている（2021年9月時点、オリコン調べ）。

## 収録曲
1. IT'S ONLY LOVE (4:38)
  - 作詞・作曲：福山雅治 / 編曲：斎藤誠

タイトルはビートルズの「It's Only Love」から拝借した[注釈 1]。
「歌番組でいつもキツそうに歌っているから、もっと楽に歌える曲を作ろう」という斎藤誠の助言を元に制作された[3]。詞の制作にかなりの時間がかかったが、結果としてその後発売されたアルバム『ON AND ON』の詞の世界に繋がっていくものになったとしている[3]。2011年の東日本大震災発生以降にこの楽曲が披露される時は、一部の歌詞を変更して歌っている。
ミュージックビデオが制作されており、映像作品『FUKUYAMANIA』に収録されている。
2. SORRY BABY (4:58)
  - 作詞：SION・OKAMOTO / 作曲：SION / 編曲：小原礼

1993年に発売された5thアルバム『Calling』の初回プレス盤ボーナス・トラックとして収録されていた曲。SIONが1986年に発売した1stアルバム『SION』収録曲のカバー。
「カバー曲でCMをやらないか？」というオファーに対して福山のリクエストによりSIONの曲が選ばれた[3]。
3. IT'S ONLY LOVE (original karaoke) (4:38)
4. SORRY BABY  (original karaoke) (4:55)

## ミュージシャン
| IT'S ONLY LOVE - Drums:NORIYASU KAWAMURA - Bass:CHIHARU MIKUZUKI - Electric Guitar:HIROKAZU OGURA - Electric & Acoustic Guitar:MAKOTO SAITO - Keyboards & Accordion:TORU SHIGEMI - Percussions:AKIHIKO NARITA - Castanet:TAKURO KONNO - Background Vocals:MAI YAMANE / EICO YAMANE / MAKOTO SAITO | SORRY BABY - Drums:HIDEO YAMAKI - Bass:RAY OHARA - Guitars:SHIGERU SUZUKI / HIROFUMI TOKUTAKE - Piano & Hammond:MOTOHIRO TOMITA - Keyboards:RAY OHARA - Computer & Synthesizer Programming:NAOKI SUZUKI / YASUO KIMOTO - Background Vocals:AMII OZAKI / YUIKO TSUBOKURA |

## 「IT'S ONLY LOVE」のバージョン違い
- IT'S ONLY LOVE (ALBUM MIX)
6thアルバム『ON AND ON』に収録されたリミックスバージョン。ドライな雰囲気になっており、福山の声に全てエフェクトがかかっている。
- IT'S ONLY LOVE (Strings Version)
シングルコレクションアルバム『M-COLLECTION 風をさがしてる』に収録された再録バージョン。バンドサウンドがなくなり、全編オーケストラによる演奏になっている。

## 収録アルバム
IT'S ONLY LOVE
- ON AND ON (ALBUM MIX)
- M-COLLECTION 風をさがしてる (オリジナル楽曲とStrings Versionが収録されている)
- MAGNUM COLLECTION 1999 "Dear"
- fukuyama masaharu acoustic live best selection "Live Fukuyamania" (Live Version)
- fukuyama masaharu MAGNUM COLLECTION "SLOW"
- Fukuyama Masaharu ANOTHER WORKS remixed by Piston Nishizawa (ピストン西沢によるremix)
- THE BEST BANG!!
- 福の音

SORRY BABY
- Calling
- M-COLLECTION 風をさがしてる
- MAGNUM COLLECTION 1999 "Dear" (Live Version)

## カバー作品
IT'S ONLY LOVE
- 伴都美子 - （2008年、『VOICE 2〜cover lovers rock〜』）
- Tiara_(シンガーソングライター) - （2012年、『Sweet Flavor ～cover song collection～』）